# Récepteur (cellule)
Pour les articles homonymes, voir Récepteur.

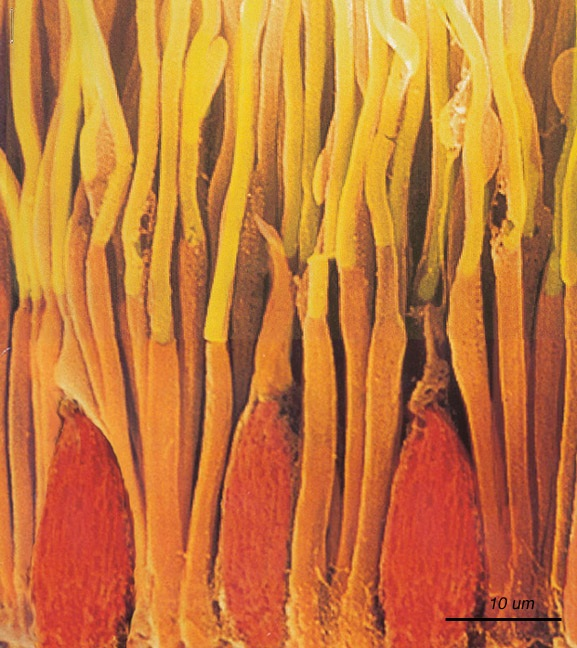
Cônes et bâtonnets de la rétine en microscopie électronique (fausses couleurs).

Les neurones récepteurs (ou sensoriels) constituent le premier niveau cellulaire du système nerveux de la perception. Ils transduisent des signaux physiques (lumière, son, température, pression, tension mécanique, gaz...) en signaux chimiques (neurotransmetteurs) transmis à un neurone postsynaptique qui convertira le message en signal nerveux transmis sous forme de trains de potentiel d'action.

## Liste des récepteurs
- photorécepteur (vision)
  - bâtonnet
  - cône
- mécanorécepteur
  - corpuscule de Krause
  - corpuscule de Meissner
  - corpuscule de Pacini
  - corpuscule de Ruffini
  - Disque de Merkel
  - Terminaison nerveuse libre
  - cellules ciliées (audition)
  - cellules ciliées vestibulaires (perception de l'équilibre)
- Chémorécepteur
  - neurone récepteur olfactif
- nocicepteur (douleur)
- thermorécepteur
- cellule gustative
- gazorécepteur